# Utladalen Tájképvédelmi Terület
Az Utladalen Tájképvédelmi Terület (norvégül: Utladalen landskapsvernområde) a Jotunheimen Nemzeti park szomszédságában található Norvégiában. Itt található az Utladalen-völgy is, amely Norvégia legmélyebb völgye. Mintegy 5 kilométernyire található Øvre Årdal településtől Sogn og Fjordane megye területén. 
A tájképvédelmi területet 1980-ban alapították. Területe 300 négyzetkilométert foglal magába. Tengerszint feletti magassága 1000 méteren van. Az Utdalen-völgy mellett itt található még az Avdalen-völgy is, melyek északi és nyugati irányban a Jotunheimen Nemzeti parkig, keleti irányban pedig a Tyin-tóig érnek. A Vettisfossen-vízesés illetve a Falketind-hegy szintén e természetvédelmi területen található. 

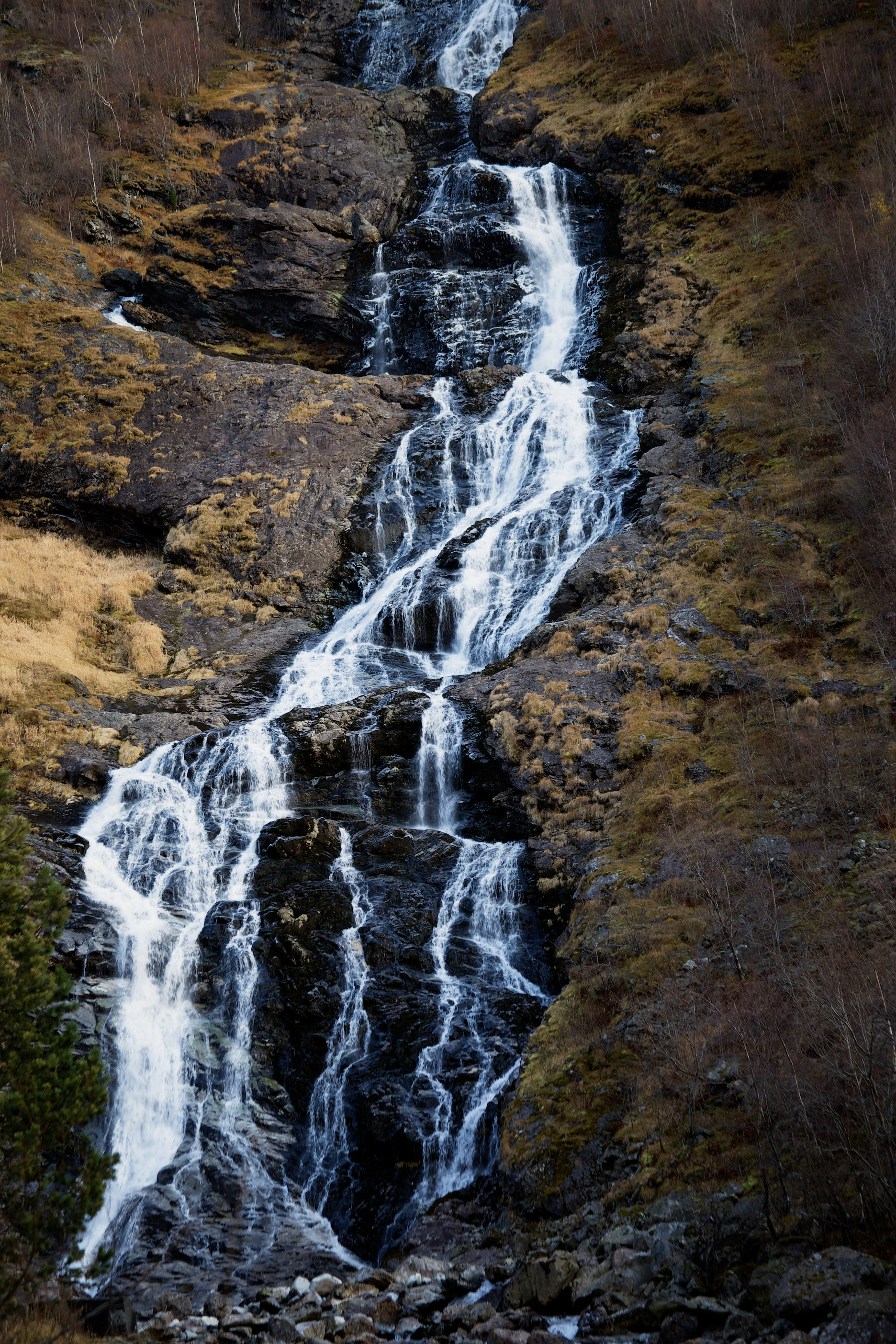
A Hjellefossen-vízesés az Utladen Tájképvédelmi területen

## Fordítás
Ez a szócikk részben vagy egészben  az   Utdalen Landscape Protection Area című angol Wikipédia-szócikk ezen változatának fordításán alapul.  Az eredeti cikk szerkesztőit annak laptörténete sorolja fel. Ez a jelzés csupán a megfogalmazás eredetét és a szerzői jogokat jelzi, nem szolgál a cikkben szereplő információk forrásmegjelöléseként.